# Глухівська округа
Глу́хівська окру́га (до 1925 року — Но́вгород-Сі́верська) — адміністративно-територіальна одиниця Української СРР в 1923–1930 роках. Окружний центр — Новгород-Сіверський (у 1923–1925 роках), Глухів (у 1925–1930 роках).

## Історія
Створена 31 січня 1923 року як Новгород-Сіверська округа у складі Чернігівської губернії Окружним центром визначено місто Новгород-Сіверський. До складу округи увійшли:
- міста Глухів, Шостка,
- волості Шостенського повіту: Локоцька, Івоцька, Клишівська, Ямпольська, Чеплієвська, Воронізька
- волості Новгород-Сіверського повіту: Косто-Бобровська, Старо-Малівська, Гремячеська, Хильчанська, Дмитрівська, Чернацька, Чаєвська, Риковська, Орловська, Лісна, Мамекинська;
- волості Глуховського повіту: Марчихино-Будська, Тулиголівська, Єсманська, Уланівська, Ярославецька, Глухівська, Холопківська;
- волості Кролевецького повіту: Покошітська, Помаринська.

7 березня 1923 року унаслідок адміністративно-територіальної реформи Чернігівської губернії округа складалася з 12 районів. 
1. Костобобрівський — з волостей: Костобобрівської, Старожатівської.
2. Мамекинський — з волостей: Мамекинської, Гремячеської.
3. Хильчанський — з волостей: Хильчанської, Дмитрівської.
4. Середино-Будський — з волостей: Протопопівської, Лісної, Чернацької, з центром в м. Серед-Буде.
5. Янпольський — з волостей: Янпольскої, Марчихино-Будської.
6. Риковський — з волостей: Фаївської, Риковської, Орловської.
7. Понорницький — з волостей: Понорницкої, Покошиської.
8. Шостенський — з волостей: Локітської, Івотської, Воронізької, з м. Шосткой.
9. Клишківський — з волостей: Клишківської, Чапліївської.
10. Есманський — з волостей: Есманської, Уланівської.
11. Тулиголівський — з волостей: Тулиголівської, Ярославецької.
12. Глухівський — з волостей: Глухівської, з містом Глуховим, Холопківської.

3 червня 1925 року унаслідок скасування поділу на губернії територія округи перейшла у пряме підпорядкування Української СРР.
10 червня 1925 року до складу Новгород-Сіверської округи увійшли території районів розформованої Сновської округи: Охраміївського, без Чепелівської сільради, й Холмінського районів. Клишковський район Новгород-Сіверської округи було розформовано, а території Клишковської, Собичевської, Чепліївської, Симонівської й Лушниківської, без х. х. Губаровщини й Заровчаки, сільрад передано у склад Шостенського району.
19 серпня 1925 року окружний центр перенесено до Глухова, у зв'язку з чим округа була перейменована на Глухівську. При цьому Охрамієвський і Холменський райони були передані Конотопській окрузі.
16 жовтня 1925 року територія колишнього Путивльського повіту (без Крупецької волості) була передана Українській СРР та увійшла до складу Глухівської округи. Тим же рішенням, до складу округи увійшли села Рожковичі та Ситне колишньої Хінельської волості Севського повіту Орловської губернії, а також села Василівське, Зноб-Трубчевська, Карпеченкове, Кудоярове, Любахове, Новоасилівка, Українське колишньої Селецької волості Трубчевського повіту Орловської губернії.
19 квітня 1926 року села Баранівка, Муравейня, Смикарівка, Смолине, Товстодубове, Фотовиж колишньої Хінельської волості Севського повіту Орловської губернії увійшли до складу Української СРР і були включені до Глухівської округи.
29 вересня 1926 року у складі Глухівської округи утворено Семенівський район з центром у м. Семенівці у складі сільрад:  Іванівської, Миколаївської, Янжулівської, Баранівської, Орликівської, Блешнянської, Карповицької, Тимановицької, Хотїївської та 1, 2, 3, 4, 5 і 6 Семенівських колишньої Семенівської волости Новозибківського повіту Гомельської губернії РСФРР і Архипівської, Гремячківської, Жадівської, Залізно-Мостянської, Костобобрської, Машівської і Олександрівської Костобобрського району Глухівської округи. Костобобрський район розформовано, території сільрад Воробйовської й Буда-Воробйовської приєднавши до складу Новгород-Сіверського району; Архипівської, Гремячківської, Жадівської, Залізо-Мостянської, Костобобрської, Машівської й Олександрівської — до складу знову утвореного Семенівського району; Мамекинський район розформовано, всю його територію приєднано до складу Новгород-Сіверського району; Орловську й Блистовську сільради і село Березову Гать Новгород-Сіверського району переведено до складу Понорницького району.
13 червня 1930 року Глухівську округу розформовано, її територію передано до Конотопської округи з центром в місті Конотопі.
2 вересня 1930 року у зв'язку з переходом на двоступневу систему управління округи в УСРР було ліквідовано, райони переведено у пряме підпорядкування Української СРР.

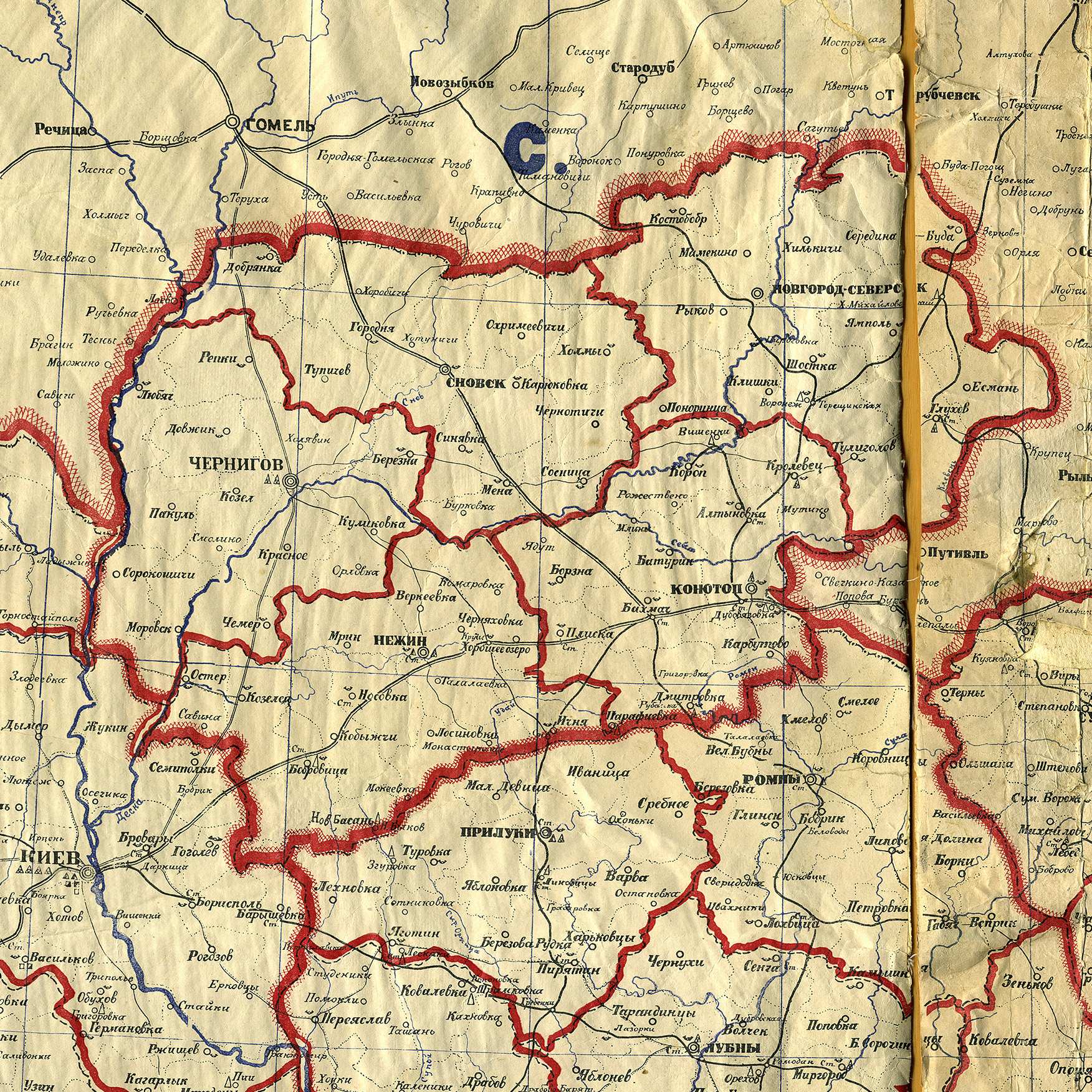
Карта Новгород-Сіверської округи у складі Чернігівської губернії, 1923
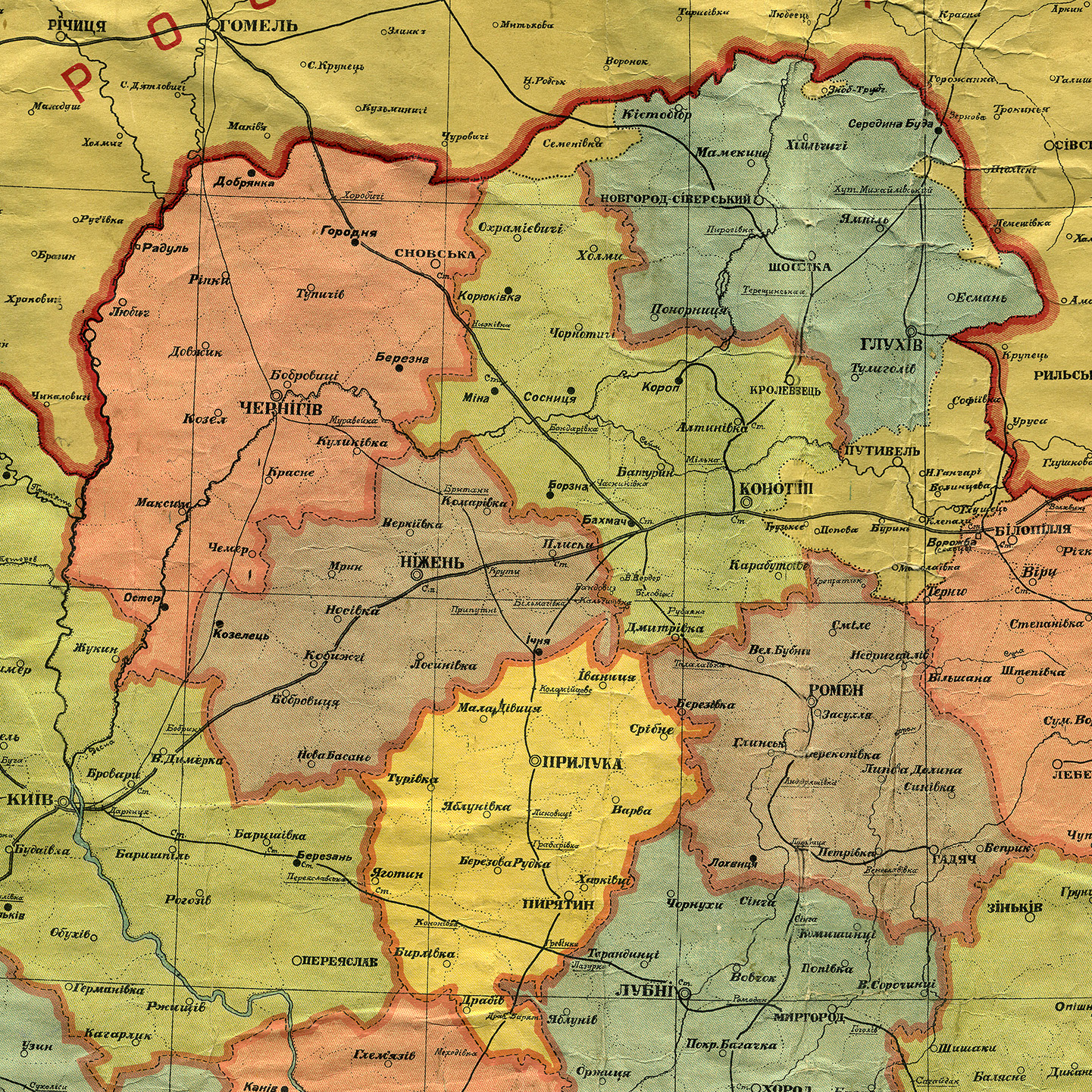
Карта Новгород-Сіверської округи, адміністративні межі станом на 1 жовтня 1925
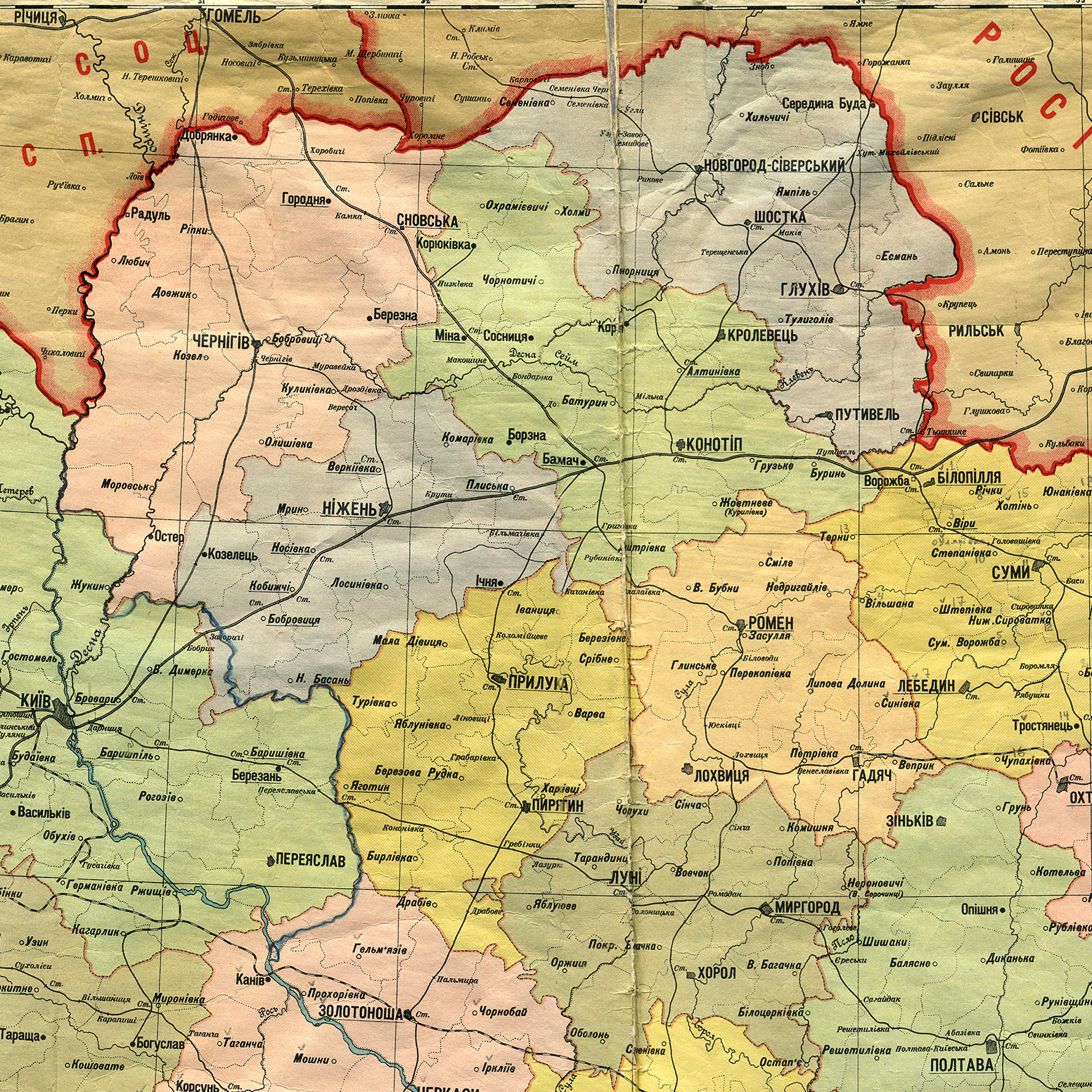
Карта Глухівської округи, адміністративні межі станом на 1 березня 1927

## Адміністративний поділ
Станом на 1 січня 1926 року Глухівська округа складалася з 11 районів:
- Глухівський. Центр — місто Глухів;
- Есманський. Центр — містечко Есмань;
- Костобобровський. Центр — село Костобобрів;
- Мамекинський. Центр — село Мамекине;
- Новгород-Сіверський. Центр — місто Новгород-Сіверський;
- Понорницький. Центр — містечко Понорниця;
- Середино-Будський. Центр — містечко Середина-Буда;
- Тулиголовський. Центр — містечко Тулиголів;
- Хильчицький. Центр — село Хильчичі;
- Шосткинський. Центр — місто Шостка;
- Ямпольський. Центр — містечко Ямпіль.

## Населення
За даними перепису 1926 року чисельність населення становила 551,8 тис. осіб, у тому числі українці — 74,5%; росіяни — 23,6%; євреї — 1,6%.

### Національний склад
Населення районів та міст Глухівської округи за переписом 1926 р.
| №  | Місто/район                      | Населення, осіб | Національний склад, % | Національний склад, % | Національний склад, % | Національний склад, % | Національний склад, % | Національний склад, % | Національний склад, % | Національний склад, % | Національний склад, % | Національний склад, % |
| №  | Місто/район                      | Населення, осіб | українці              | українці              | росіяни               | росіяни               | євреї                 | євреї                 | поляки                | поляки                | німці                 | німці                 |
| №  | Місто/район                      | Населення, осіб | осіб                  | %                     | осіб                  | %                     | осіб                  | %                     | осіб                  | %                     | осіб                  | %                     |
| -- | -------------------------------- | --------------- | --------------------- | --------------------- | --------------------- | --------------------- | --------------------- | --------------------- | --------------------- | --------------------- | --------------------- | --------------------- |
| 1  | Глухів                           | 16 000          | 11 259                | 70,4%                 | 1 975                 | 12,3%                 | 2 551                 | 15,9%                 | 68                    | 0,4%                  | 13                    | 0,1%                  |
| 2  | Глухівський район                | 46 845          | 32 661                | 69,7%                 | 14 014                | 29,9%                 | 47                    | 0,1%                  | 26                    | 0,1%                  | 13                    |                       |
| 3  | Есманський район                 | 34 455          | 28 806                | 83,6%                 | 5 576                 | 16,2%                 | 15                    |                       | 18                    | 0,1%                  | 0                     |                       |
| 4  | Новгород-Сіверський район        | 70 420          | 57 931                | 82,3%                 | 10 067                | 14,3%                 | 2 208                 | 3,1%                  | 58                    | 0,1%                  | 17                    |                       |
| 5  | Новгород-Сіверський              | 9 161           | 2 472                 | 27,0%                 | 4 473                 | 48,8%                 | 2 089                 | 22,8%                 | 32                    | 0,3%                  | 12                    | 0,1%                  |
| 6  | Новгород-Сіверський район (села) | 61 259          | 55 459                | 90,5%                 | 5 594                 | 9,1%                  | 119                   | 0,2%                  | 26                    |                       | 5                     |                       |
| 7  | Понорницький район               | 40 807          | 40 147                | 98,4%                 | 327                   | 0,8%                  | 234                   | 0,6%                  | 19                    |                       | 15                    |                       |
| 8  | Путивльський район               | 67 279          | 9 261                 | 13,8%                 | 57 452                | 85,4%                 | 341                   | 0,5%                  | 41                    | 0,1%                  | 15                    |                       |
| 9  | Путивль                          | 7 999           | 304                   | 3,8%                  | 7 258                 | 90,7%                 | 337                   | 4,2%                  | 19                    | 0,2%                  | 10                    | 0,1%                  |
| 10 | Путивльський район (села)        | 59 280          | 8 957                 | 15,1%                 | 50 194                | 84,7%                 | 4                     |                       | 22                    |                       | 5                     |                       |
| 11 | Семенівський район               | 55 161          | 34 578                | 62,7%                 | 19 402                | 35,2%                 | 1 049                 | 1,9%                  | 16                    |                       | 15                    |                       |
| 12 | Семенівка                        | 16 394          | 6 732                 | 41,1%                 | 8 772                 | 53,5%                 | 852                   | 5,2%                  | 1                     |                       | 3                     |                       |
| 13 | Семенівський район (села)        | 38 767          | 27 846                | 71,8%                 | 10 630                | 27,4%                 | 197                   | 0,5%                  | 15                    |                       | 12                    |                       |
| 14 | Середино-Будський район          | 43 788          | 30 994                | 70,8%                 | 11 378                | 26,0%                 | 1 285                 | 2,9%                  | 34                    | 0,1%                  | 6                     |                       |
| 15 | Середино-Буда                    | 7 265           | 2 667                 | 36,7%                 | 3 364                 | 46,3%                 | 1 176                 | 16,2%                 | 20                    | 0,3%                  | 3                     |                       |
| 16 | Середино-Будський район (села)   | 36 523          | 28 327                | 77,6%                 | 8 014                 | 21,9%                 | 109                   | 0,3%                  | 14                    |                       | 3                     |                       |
| 17 | Тулиголовський район             | 30 089          | 29 878                | 99,3%                 | 169                   | 0,6%                  | 3                     |                       | 7                     |                       | 3                     |                       |
| 18 | Хильчицький район                | 36 086          | 32 407                | 89,8%                 | 3 611                 | 10,0%                 | 24                    | 0,1%                  | 12                    |                       | 0                     |                       |
| 19 | Шосткинський район               | 61 092          | 58 208                | 95,3%                 | 1 848                 | 3,0%                  | 833                   | 1,4%                  | 49                    | 0,1%                  | 15                    |                       |
| 20 | Шостка                           | 8 539           | 6 586                 | 77,1%                 | 1 430                 | 16,7%                 | 467                   | 5,5%                  | 35                    | 0,4%                  | 4                     |                       |
| 21 | Шосткинський район (села)        | 52 553          | 51 622                | 98,2%                 | 418                   | 0,8%                  | 366                   | 0,7%                  | 14                    |                       | 11                    |                       |
| 22 | Ямпільський район                | 49 871          | 44 767                | 89,8%                 | 4610                  | 9,2%                  | 252                   | 0,5%                  | 49                    | 0,1%                  | 14                    |                       |
| 23 | Михайлівський                    | 2 834           | 1 637                 | 57,8%                 | 922                   | 32,5%                 | 185                   | 6,5%                  | 26                    | 0,9%                  | 5                     | 0,2%                  |
| 24 | Свеса                            | 1256            | 1 083                 | 86,2%                 | 138                   | 11,0%                 | 12                    | 1,0%                  | 5                     | 0,4%                  | 1                     | 0,1%                  |
| 25 | Ямпільський район (села)         | 45 781          | 42 047                | 91,8%                 | 3 550                 | 7,8%                  | 55                    | 0,1%                  | 18                    |                       | 8                     |                       |

### Мовний склад
Рідна мова населення Глухівської округи за переписом 1926 року
| Район               | Населення, осіб | Рідна мова, % | Рідна мова, % | Рідна мова, % |
| Район               | Населення, осіб | українська    | російська     | інша          |
| ------------------- | --------------- | ------------- | ------------- | ------------- |
| м. Глухів           | 16 000          | 27,7          | 62,5          | 9,8           |
| Глухівський         | 48 745          | 61,5          | 32,7          | 5,8           |
| Есманський          | 34 455          | 29,7          | 70,1          | 0,2           |
| Новгород-Сіверський | 70 420          | 34,8          | 62,5          | 2,7           |
| Понорницький        | 40 807          | 85,3          | 13,8          | 0,8           |
| Путивльський        | 67 279          | 8,6           | 90,6          | 0,8           |
| Семенівський        | 55 161          | 4,7           | 93,3          | 2,0           |
| Середино-Будський   | 43 788          | 1,2           | 96,5          | 2,3           |
| Тулиголовський      | 30 089          | 96,2          | 1,2           | 2,6           |
| Хильчицький         | 36 086          | 14,9          | 84,8          | 0,3           |
| Шосткинський        | 61 092          | 52,6          | 45,7          | 1,7           |
| Ямпільський         | 49 871          | 31,0          | 68,3          | 0,7           |
| Глухівська округа   | 553 793         | 35,2          | 62,7          | 2,1           |

## Керівники округи

### Відповідальні секретарі окружного комітетуКП(б)У
- Петровський П. В. (1923—1924)
- Козіс Микола Леонтійович (1924—1925)
- Сідерський Зіновій Осипович (1925—1927)
- Мельник Я. І. (1927—.11.1928)
- Андрюхін Яків Назарович (.11.1928—.11.1929)
- Куліш О. Г. (.11.1929—.08.1930)

### Голови окружного виконавчого комітету
- Осадчий Микола Семенович (1923—1924)
- Остапенко Іван Григорович (1924)
- Шишко М. І. (1924—1925)
- Стрілець Антон Лаврентійович (1925—1926)
- Росол в.о. (1926—1927)
- Поляков Никифор Іванович (1927—.04.1929)
- Шпильовий Василь Дмитрович (.04.1929—.06.1930)
- Кохацький Михайло Лазарович (.06.1930—.06.1930)